# Луб'янка (притока Вятки)
Луб'я́нка (рос. Лубянка) — річка в Росії, ліва притока річки Вятка. Протікає по території Кізнерського району Удмуртії та Кукморського району Татарстану.
Річка починається на південній околиці села Тузьмо-Чаб'я. Протікає на південь та південний захід, біля сіл Старий Аргабаш та Чулигино робить завитки. Впадає до річки Вятка на території села Луб'яни.
Довжина річки — 40 км. Висота витоку — 195 м, висота гирла — 52 м, похил річки — 3,6 м/км.
Уздовж річки лежать такі населені пункти:
- Кізнерський район — Старий Аргабаш;
- Кукморський район — Чулигино, Луб'яни.

В селі Луб'яни збудовано автомобільний міст, створено став площею 0,22 км².
За даними Федерального агентства водних ресурсів річка має такі дані:
- Код річки в державному водному реєстрі — 10010300612111100040523
- Код по гідрологічній вивченості — 111104052
- Код басейну — 10.01.03.006